# Больяй (лунный кратер)
Кратер Больяй (лат. Bolyai) — крупный ударный кратер в южном полушарии обратной стороны Луны. Название дано в честь венгерского математика, одного из первооткрывателей неевклидовой геометрии (называемой теперь геометрией Лобачевского) Я́ноша Бо́йяи (1802—1860) и утверждено Международным астрономическим союзом в 1970 г. Образование кратера относится к донектарскому периоду.

## Описание кратера

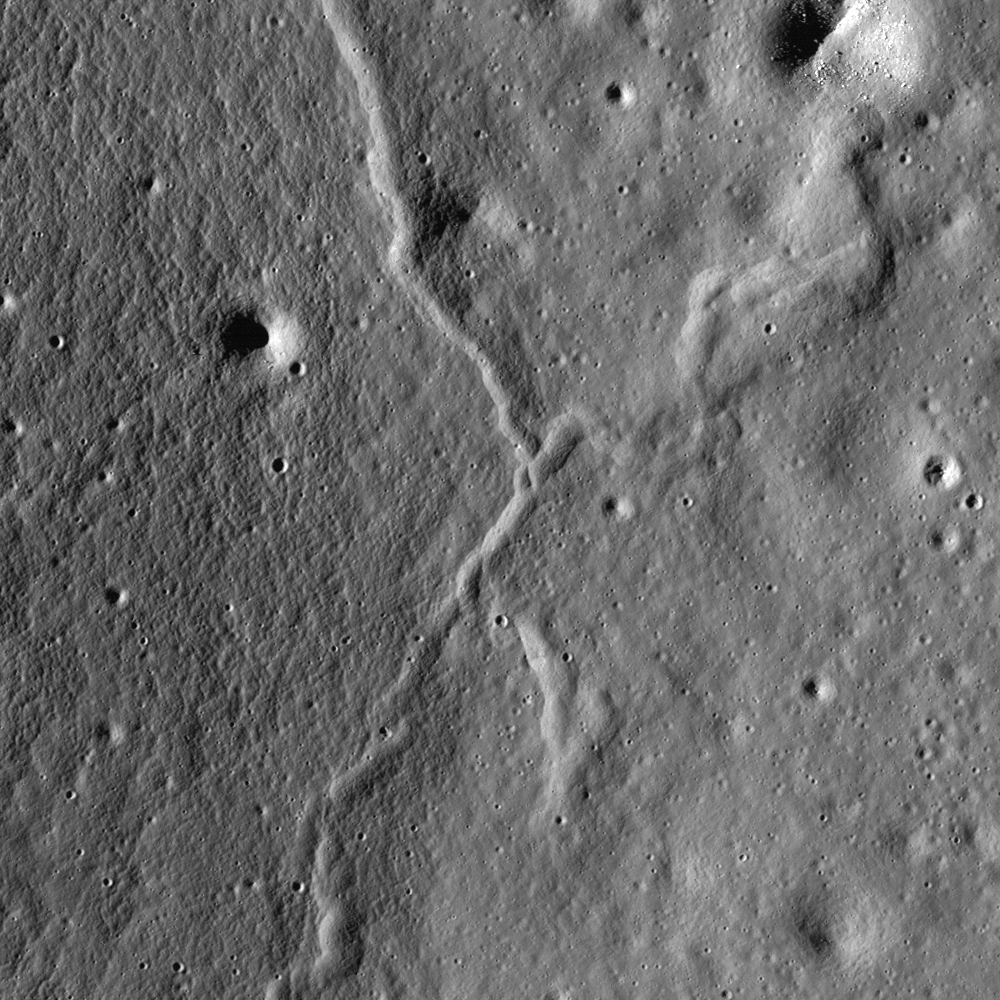
Складки у подножия северо-западной части внутреннего склона кратера Больяй. Снимок зонда Lunar Reconnaissance Orbiter. Ширина снимка 90 км.

Ближайшими соседями кратера являются кратер Неуймин на севере; кратер Этвёш на юго-востоке; кратер Кобленц на юге и кратер Пиццетти на западе-юго-западе. Селенографические координаты центра кратера 33°51′ ю. ш. 126°07′ в. д. / 33,85° ю. ш. 126,12° в. д., диаметр 102,2 км, глубина 2,94 км.
Кратер Больяй находится очень близко к внешней северо-западной части вала бассейна Южный полюс — Эйткен.
Он сильно пострадал от разрушений вызванных последовавшими за время его существования импактами, оставившими сильно деформированные остатки вала перекрытые многочисленными небольшими кратерами. Из этих кратеров наиболее выделяются сателлитные кратеры Больяй D в северо-восточной части вала и Больяй W в северо-западной части (см. ниже). Последний фактически представляет собой множество перекрывающихся кратеров. Высота вала над окружающей местностью составляет 1670 м. Дно чаши кратера сравнительно ровное, местами пересеченное вследствие произошедших импактов. Центр чаши кратера и участок дна от центра в западном направлении переформирован потоками лавы. Эта область является более ровной и имеет более низкое альбедо, за счет чего выделяется на общем фоне темным пятном. В чаше кратера находятся сглаженные остатки центрального пика. По своему виду кратер выглядит переходной ступенью между кратером и небольшим лунным морем.

## Сателлитные кратеры
| Больяй | Координаты                                              | Диаметр, км |
| ------ | ------------------------------------------------------- | ----------- |
| D      | 32°36′ ю. ш. 128°27′ в. д. / 32,6° ю. ш. 128,45° в. д.  | 32,1        |
| K      | 36°40′ ю. ш. 127°14′ в. д. / 36,66° ю. ш. 127,23° в. д. | 26,5        |
| L      | 36°29′ ю. ш. 126°40′ в. д. / 36,48° ю. ш. 126,66° в. д. | 72,7        |
| Q      | 36°17′ ю. ш. 123°02′ в. д. / 36,29° ю. ш. 123,04° в. д. | 26,4        |
| W      | 32°03′ ю. ш. 124°25′ в. д. / 32,05° ю. ш. 124,42° в. д. | 53,0        |

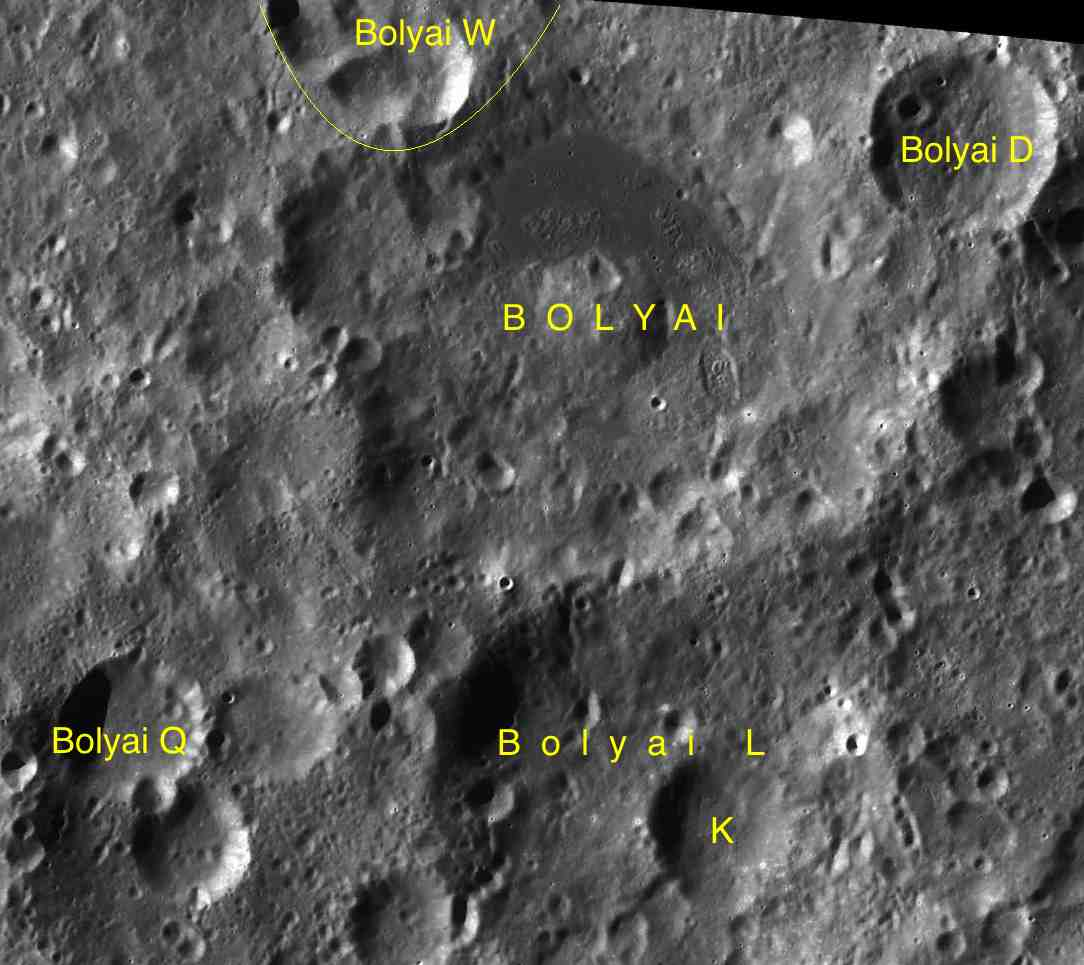
Фрагмент карты LAC-117.

- Образование сателлитного кратера Больяй D относится к раннеимбрийскому периоду[1].
- Образование сателлитного кратера Больяй L относится к донектарскому периоду[1].